# جاكوبي فورد
جاكوبي فورد (بالإنجليزية: Jacoby Ford)‏ هو منافس ألعاب قوى أمريكي، ولد في 27 يوليو 1987 في ويست بالم بيتش في الولايات المتحدة.

## وصلات خارجية
- جاكوبي فورد على موقع الاتحاد الدولي لألعاب القوى (الإنجليزية)
- جاكوبي فورد على موقع TFRRS.org (الإنجليزية)
- جاكوبي فورد على موقع مرجع كرة القدم المحترفة.كوم (الإنجليزية)